# 奥斯塔公爵桥
41°55′53″N 12°27′38″E / 41.931257°N 12.460599°E
奥斯塔公爵桥（Ponte Duca d'Aosta）是意大利罗马的一座钢筋混凝土单拱桥，长220米，宽30米，连接弗拉米尼奥河岸和劳德博斯广场，位于弗拉米尼奥区和德拉维多利亚区。
这座桥得名于第二任奥斯塔公爵埃曼努埃莱·菲利贝托，由建筑师文森佐法索洛设计，于1939年动工，于1942年揭幕。
立面装饰有托斯卡纳雕塑家Vico Consorti的浮雕，表现索查河、塔利亞門托河、Sile河和阿迪杰河上的战争场景。